# Vejby (Gribskov Kommune)
 For alternative betydninger, se Vejby. (Se også artikler, som begynder med Vejby)
Vejby er en lille by i Nordsjælland med 1.042 indbyggere  (2025). Vejby er beliggende i Vejby Sogn 3,2 km nordøst for Tisvilde, 5,3 km sydvest for Rågeleje 7,5 km nordvest for Helsinge, og 2,1 km sydøst fra det tilhørende sommerhusområde Vejby Strand . Byen tilhører Gribskov Kommune og ligger i Region Hovedstaden.
Vejby Kirke og Vejby Station er beliggende i Vejby.
Vejby har også sit eget lokalblad, der hedder VejbyNyt, som udkommer 5 gange om året, og udgives og uddeles gratis af Vejby Lokalråd
Hvert forår bliver der afholdt et marked på "Præstens Mark" (Kirkebakken 4, 3210 Vejby), der hedder Torvedage i Vejby, hvor lokale producenter kan sælge deres produkter
Byen har en hjemmeside  som bl.a. fortæller om de aktiviteter, der sker i området. Ydermere er der på denne side samlet forskellige internetsider, der dykker ned i Vejbys lokalhistorie
Vejby har et stort sportsliv primært båret af Vejby Idrætsforening, der har eksisteriet siden 1888. Byen har et fælles foboldhold med nabobyen Tisvilde: Vejby Tisvilde Fodbold

## Historie
Byen ligger i det historiske Holbo Herred, derfor kaldte man også i tidligere tider Vejby-boer for holmboere.
Før Strukturreformen lå Vejby i "storkommunen" Helsinge Kommune og endnu før Kommunalreformen 1970 var Vejby Sogn sammen med Tibirke Sogn sin egen kommune kaldet Vejby-Tibirke Sognekommune.
Vejby er blandt andet kendt for at være P.C. Skovgaards hjemby, hvor han flyttede til som 6 årig, da hans far købte en købmandsbutik i byen. Han har malet flere malerier, der portrættere lokalområdet f.eks. "Havremark ved Vejby" og "I udkanten af landsbyen Vejby. Lundbye sidder ved vejkanten og tegner". Mange af malerierne er malet i 1843, hvor P.C. Skovgaard var på sommerophold i byen sammen med J.Th. Lundbye. I dag kan man stadig se den købmandsgård P.C. Skovgaard voksede op i på Stationsvej 16, 3210 Vejby.

## Etymologi
Vejby er gennem tiden blevet stavet på flere måder. For eksempel skriver Peder Sunesen, der var biskop i Roskilde mellem 1161-1214 (53 år) byen som "Weyby" derudover er byen bl.a. blevet stavet som "Weghby, Wæghby, Weybi, Wægby, Weyby, Voyby, Wedbye, Viby og Veibye 